# Kamil Kosiba
Kamil Kosiba (ur. 22 lutego 1999 w Bieczu) – polski siatkarz, grający na pozycji przyjmującego.

## Sukcesy klubowe
Mistrzostwa Polski Kadetów:
- 2016

Mistrzostwa Polski Juniorów:
- 2018

I liga:
- 2021

## Sukcesy reprezentacyjne
Międzynarodowy Turniej EEVZA U-17:
- 2015[6]

## Nagrody indywidualne
- 2016 – Najlepszy przyjmujący Mistrzostw Polski Kadetów